# Tommy Dorsey
Thomas Francis "Tommy" Dorsey (Shenandoah, 19 de novembro de 1905 – 26 de novembro de 1956) foi um trombonista, trompetista, compositor e maestro estadunidense. Embora esteja em segundo lugar, em qualquer momento dado, em relação a Benny Goodman, Artie Shaw, Glenn Miller ou Harry James, Tommy Dorsey foi, em geral, o maestro estadunidense mais popular da era do swing, que durou de 1935 a 1945. Apelidado de “o cavalheiro sentimental do swing”, ele combinava com êxito os diferentes aspectos do swing. Sua maneira notavelmente melódica de tocar trombone era o som de assinatura de sua orquestra, mas ele mesclava com sucesso os estilos diferentes de swing com um misto de baladas e canções novas. Sua banda foi formada por grandes músicos do jazz (incluindo Bunny Berigan, Ziggy Elman, Pee Wee Erwin, Max Kaminsky, Buddy Rich, Charlie Shavers e Dave Tough), arranjadores (incluindo Sy Oliver e Paul Weston) e cantores (incluindo Frank Sinatra e Jo Stafford), a qual viria a definir a música popular estadunidense no fim dos anos 1940 e início dos anos 1950. Ele foi o artista mais vendido da história da RCA Victor Records, uma das maiores gravadoras do mundo, até a chegada de Elvis Presley, o qual se apresentou nacionalmente pela primeira vez no programa de televisão que Dorsey apresentava com seu irmão Jimmy Dorsey.

## Biografia

### Primeiros anos e início de carreira
Dorsey era 21 meses mais novo que Jimmy e, logo, o segundo filho de Thomas Francis Dorsey Sênior, professor de música e diretor de orquestra, e de Theresa Langton Dorsey. Ambos os irmãos receberam instrução musical de seu pai. Tommy focou no trombone, embora ele também tocasse trompete, especialmente no início de sua carreira.
Os irmãos tocaram em conjuntos locais, e então formaram sua própria banda, Dorsey’s Novelty Six, em 1920. Em 1922, quando os irmãos eram contratados por um parque de diversões de Baltimore e fizeram sua estréia no rádio, o grupo era conhecido como os Dorsey’s Wild Canaries. Durante a primeira metade da década de 1920, eles tocaram numa série de conjuntos, como os Scranton Sirens, os Califórnia Ramblers, e orquestras regidas por Jean Goldkette e Paul Whiteman, às vezes separados, mas comumente juntos. Por fim, eles se estabeleceram em Nova Iorque e passaram a trabalhar como músicos de estúdio. Em 1927, eles começaram a fazer gravações como The Dorsey Brothers Orchestra para a OKeh Records, com músicos indefinidos, e emplacaram seu primeiro sucesso com “Coquette”, em junho de 1928. Na primavera de 1929, eles alcançaram um dos dez maiores sucessos da temporada com “Let’s Do It (Let’s Fall in Love)”, que apresentava Bing Crosby nos vocais.
Finalmente, os Dorseys organizaram uma banda integral e assinaram com a Decca Records, em 1934. Contratando o irmão mais novo de Bing Crosby, Bob Crosby, como seu vocalista, eles fizeram grande sucesso com “I Believe in Miracles” no inverno de 1935, rapidamente seguido de “Tiny Little Fingerprints” (vocal de Kay Weber) e de “Night Wind” (vocal de Bob Crosby). Eles então passaram a desfrutar de um número sucessivo de êxitos com “Lullaby of Broadway” (vocal de Bob Crosby) e “Chasing Shadows” (vocal de Bob Eberly, substituto de Crosby).

### Sua própria orquestra
No fim de maio de 1935, os irmãos, cuja relação era sempre volátil, se desentenderam, e Tommy deixou a banda (a qual, no entanto, fez sucesso com “Every Little Moment” naquele verão). Jimmy Dorsey continuou a reger a banda, a qual passou a se chamar Jimmy Dorsey & His Orchestra, e continuou fazendo considerável sucesso.
Tommy Dorsey reuniu os ex-integrantes da banda de Joe Haymes ao fundar sua própria orquestra no outono de 1935. Assinando com a RCA Victor Records, fez imediato sucesso com “On Treasure Island” (vocal de Edythe Wright), a qual chegou ao topo das paradas de sucesso em dezembro daquele ano, uma das quatro gravações de Dorsey a atingir o topo das paradas antes do fim daquele ano. Dorsey voltou ao primeiro lugar em janeiro de 1936, com “The Music Goes Round and Round” (vocal de Edythe Wright) e chegou ao topo das paradas novamente em fevereiro, com “Alone” (vocal de Cliff Weston). “You” (vocal de Edythe Wright) deu a ele seu terceiro grande sucesso em 1936, ao qual se podem acrescentar mais oito durante o ano, entre os quais, “Marie” (vocal de Jack Leonard), “Satan Takes a Holiday” (instrumental), “The Big Apple”, “Once in a While” e “The Dipsy Doodle” (vocal de Edythe Wright).
Dorsey ganhou seu próprio programa de rádio, que foi ao ar durante quase três anos. Entre seus quinze grandes êxitos de 1938, está “Music, Maestro, Please” (vocal de Edythe Wright), e obteve mais onze sucessos, em 1939, a estar entre os dez mais populares, destacando-se “Our Love” (vocal de Jack Leonard), que atingiu o primeiro lugar.
Não obstante seu êxito comercial, Dorsey fez mudanças importantes em sua banda no fim de 1939, particularmente, em seus vocalistas. Jack Leonard deixou a banda em novembro, e Dorsey contratou Frank Sinatra da banda de Harry James. A veterana Edythe Wright também partiu, substituída por Connie Haines, e o quarteto vocal Pied Pipers, apresentando Jo Stafford, também se juntou a Dorsey. O sucesso apenas continuou com os novos membros. Dorsey emplacou dez grandes sucessos em 1940, entre eles, os campeões de vendas “Indian Summer” e “All the Things You Are” (ambos com vocais de Leonard), assim como “I’ll Never Smile Again” (com vocais de Sinatra e dos Pied Pipers). Durante o ano, ele ficou em segundo lugar, depois de Glenn Miller, como o artista a realizar mais gravações populares. Ele caiu para o terceiro lugar, depois de Glenn Miller e de seu irmão Jimmy, em 1941, ano no qual alcançou dez grandes êxitos, oito dos quais apresentando Sinatra, incluindo a campeã de vendas “Dolores”, do filme “Las Vegas Nights” (br: Noites de Rumba), lançado em março, no qual a banda aparece.

### A greve dos músicos e a participação no cinema
1942 foi um ano desafiador para Dorsey. Os Estados Unidos entraram na Segunda Grande Guerra, em dezembro de 1941, o que pressionou as grandes bandas, particularmente em termos de mudança de pessoal e de dificuldades de viagem. Em 1 de agosto de 1942, o sindicato dos músicos dos EUA declarou uma greve que impedia os músicos de entrarem em estúdios de gravação. Frank Sinatra deixou a banda em setembro, para lançar sua carreira solo, e os Pied Pipers se foram no fim do ano. No entanto, Dorsey seguiu em frente, colocando sua banda em mais um filme, “Ship Ahoy” (br: Barulho a Bordo), lançado em junho, e teve cinco gravações suas entre os dez primeiros lugares das paradas de sucesso, o que, com seus outros êxitos, foi suficiente para colocá-lo em quinto lugar entre os artistas mais vendidos do ano. Ele ganhou a mesma colocação no ano transitório de 1943, apesar de impedido de entrar em estúdios, alcançando cinco grandes conquistas, entre as quais, “There Are Such Things” e “In the Blue of the Evening”, campeãs de popularidade que Sinatra gravou com a banda antes de sua saída. Nesse ínterim, Dorsey se voltou para participações em filmes para se manter ativo, aparecendo em mais três filmes lançados em 1943: “Presenting Lily Mars” (br: Lily, a Teimosa), “Du Barry Was a Lady” (br: Du Barry Era um Pedaço) e “Girl Crazy” (br: Louco por Saias).
Em 1944, a RCA Victor havia exaustado o estoque de gravações inéditas de Dorsey e teve que recorrer a relançamentos, alcançando êxito com a instrumental “Boogie Woogie”, de 1938, e “I’ll Be Seeing You”, de 1940, com Sinatra nos vocais. Dorsey permaneceu em Hollywood, aparecendo em “Broadway Rhythm” (Viva a Folia), lançado em abril. O fim da greve do sindicato dos músicos no outono permitiu-lhe que voltasse ao estúdio, e, consequentemente, lançou seis gravações de sucessos, em 1945, também colocando um elepê, “Getting Sentimental”, na recém-instituída classificação de elepês. Em maio, apareceu no filme “Thrill of a Romance” (br: Paixão em Jogo). Dorsey alcançou grande popularidade com outro elepê, Show Boat, contendo canções do musical homônimo da Broadway (conhecido no Brasil como “Barco das Ilusões”), em fevereiro de 1946.

### Últimos anos e falecimento
As grandes bandas estavam em colapso, e tal como alguns de seus pares, Dorsey desfez sua banda, em dezembro de 1946. No entanto, seu elepê All-Time Hits esteve entre os mais vendidos de fevereiro de 1947 e, em março, “How Are Things in Glocca Morra?” (vocal de Stuart Foster) entrou para os primeiros lugares da lista de compactos mais vendidos. Dorsey reorganizou sua banda e, em maio, ele interpretou a si mesmo numa biografia cinematográfica amplamente fictícia, “The Fabulous Dorseys” (br: Os Fabulosos Dorseys: Suas Vida, Sua Música). “Clambake Seven”, um elepê de seu pequeno grupo, chegou ao topo das paradas em outubro de 1948, no mesmo mês em que ele apareceu no filme “A Song is Born” (br: A Canção Prometida) e, no mês seguinte, estava de volta entre os dez compactos mais vendidos com “Until” (vocal de Harry Prime). Na primavera de 1949, seu compacto “The Huncklebuck” (vocal de Charlie Stevens) / “Again” (vocal de Marcy Lutes) atingiu grande popularidade. O elepê “And the Band Sings Too” foi um dos mais vendidos de setembro, e Dorsey voltou aos primeiros lugares das paradas de elepê com “Tommy Dorsey Plays Cole Porter”, em abril de 1950. Sua última aparição em filme foi em “Disc Jockey”, em setembro de 1951.
Dorsey se mudou para a Decca Records e continuou a se apresentar com sua banda no início da década de 1950. Em maio de 1953, Jimmy Dorsey desmantelou sua banda e se juntou à de seu irmão como uma atração especial; não muito depois, a banda foi renomeada como a Dorsey Brothers Orchestra. Enquanto hospedados no Statler Hilton Hotel, em Nova Iorque, os irmãos lançaram um programa de televisão, “Stage Show”, um programa de substituição, no verão de 1954. Ele voltou ao ar ocasionalmente durante a temporada de 1954-1955 e regularmente na temporada seguinte. Elvis Presley apareceu no programa por seis semanas consecutivas, suas primeiras aparições em rede nacional.

Sedado com pílulas para dormir após uma refeição pesada, Dorsey teve um refluxo gástrico, vindo a falecer, por asfixia, aos 51 anos. Seu irmão regeu a banda brevemente depois, vindo a falecer, porém, um ano mais tarde. Todavia, a Tommy Dorsey Orchestra continuou a gravar e a se apresentar, e, sob a direção de Warren Covington, lançou o último sucesso de vendas em novembro de 1958, com “Tea for Two Cha Cha”.